# 加勒比海
加勒比海（英語：Caribbean Sea）是位于西半球热带大西洋海域的一片海域，西部、西南部是墨西哥尤卡坦半岛、中美洲诸国，北部是大安地列斯群岛，包括古巴，东部是小安地列斯群岛，南部则是南美洲。整个加勒比海海区、西印度群岛诸岛及海域沿岸被合称为“加勒比地区”。加勒比海是世界上最大的海之一，面积达到近2,754,000平方（1,063,000平方英里），最深点是开曼群岛、牙买加之间的开曼海沟，深度低于海平面7,686（25,217英尺）。加勒比地区沿岸包括许多海湾，如戈纳夫湾、委内瑞拉湾、达连湾、帕里亚湾、洪都拉斯湾。

## 历史

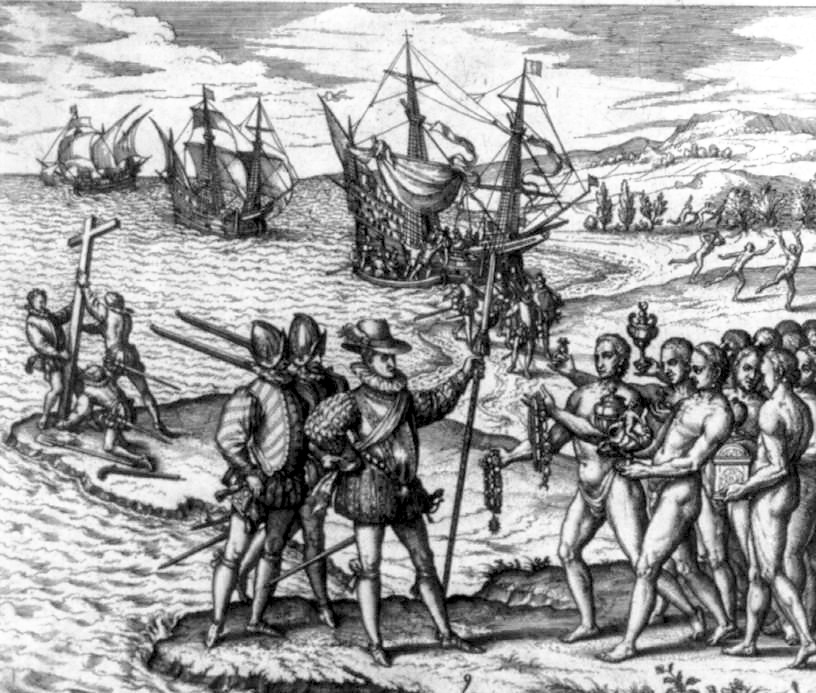
克里斯托弗·哥伦布于1492年登陆伊斯帕尼奥拉岛

“加勒比”一词来源于加勒比人，在15世纪末欧洲人来到这一地区时，加勒比人是此时主要的美洲原住民种群之一。1492年，克里斯托弗·哥伦布发现西印度群岛，西班牙语名称“安的列斯”便被用来称呼这些岛屿，而由此“安的列斯海”便成为了一些欧洲语言中加勒比海的替代名称。在此后的一个世纪内，西班牙掌握着绝对的霸权。
长期以来，加勒比对于欧亚大陆文明来说都是一片完全未知的海域，直到1492年哥伦布在试图发现亚洲航路的过程中驶入这一海区。在此时，西半球大部分对于欧洲人都是未知的。在哥伦布发现加勒比群岛之后，这一区域迅速被西方文明殖民（最初为西班牙，此后为葡萄牙、英格兰、荷兰共和国、法国和丹麦）。由此，加勒比海成为了欧洲海运和海上贸易的要地，也最终引来了海盗。
今日的加勒比海区域有22个岛屿国家或领地，滨临12个大陆国家。由于阳光充足，全年温暖加上信风调节，以及诸多风景名胜，在20世纪下半叶至21世纪，加勒比海成为了颇受欢迎的旅游目的地。

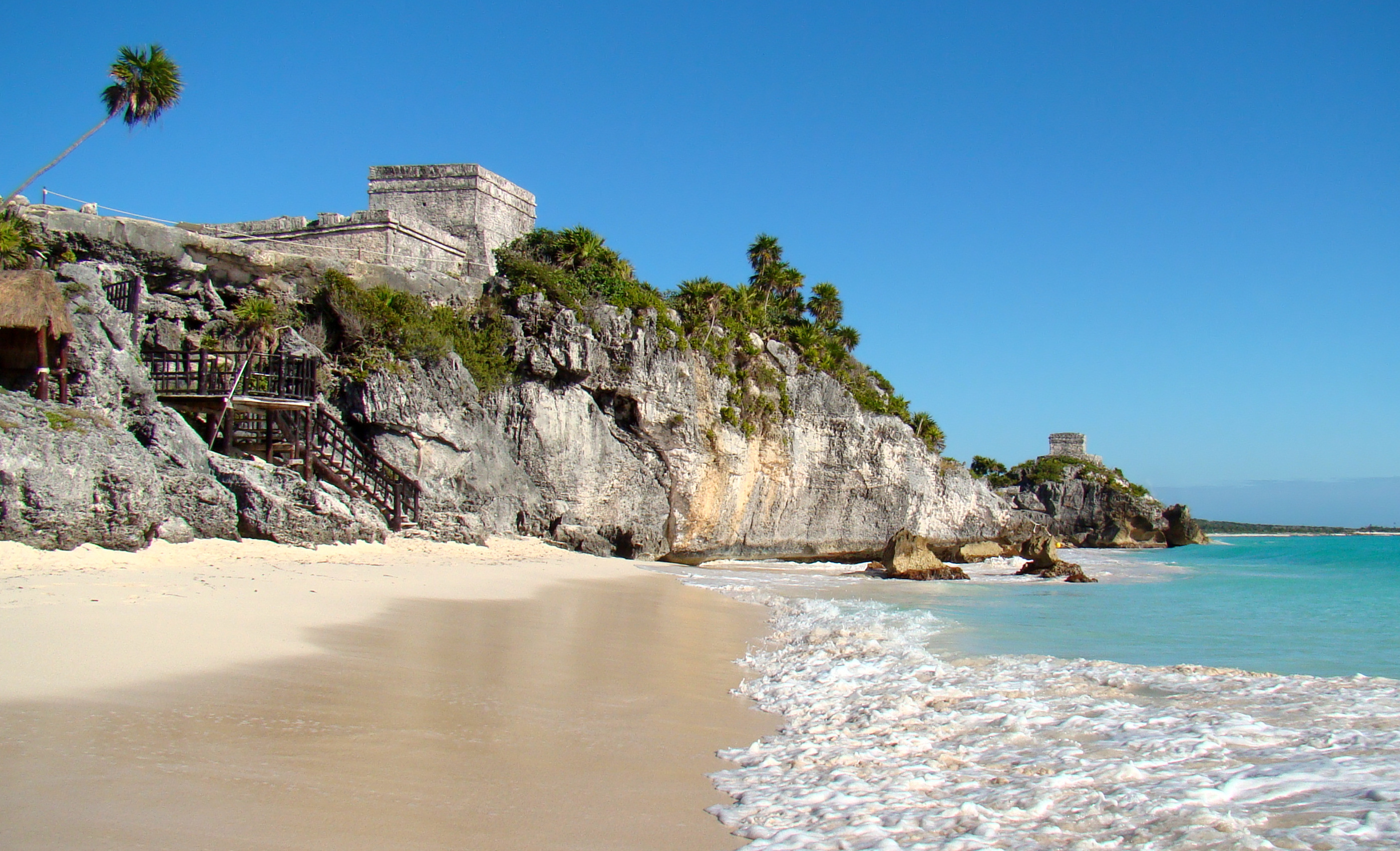
位于加勒比海岸金塔纳罗奥州（墨西哥）的玛雅城市图卢姆
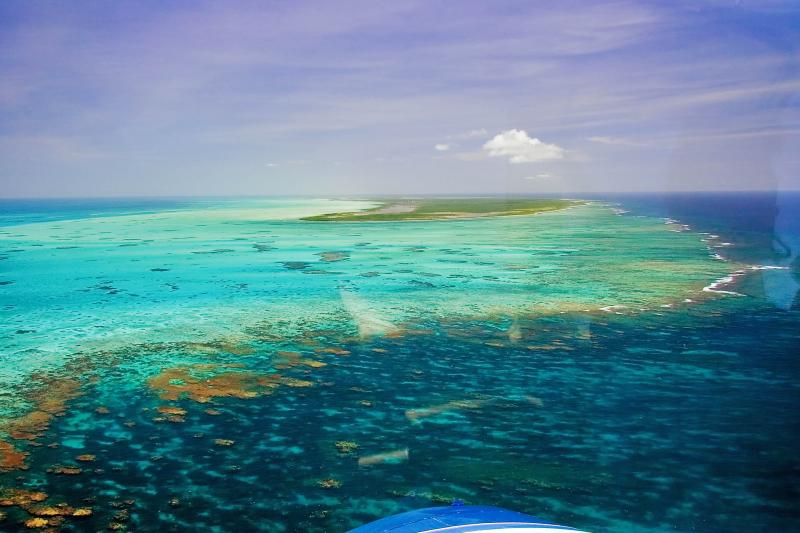
英属维尔京群岛的珊瑚礁
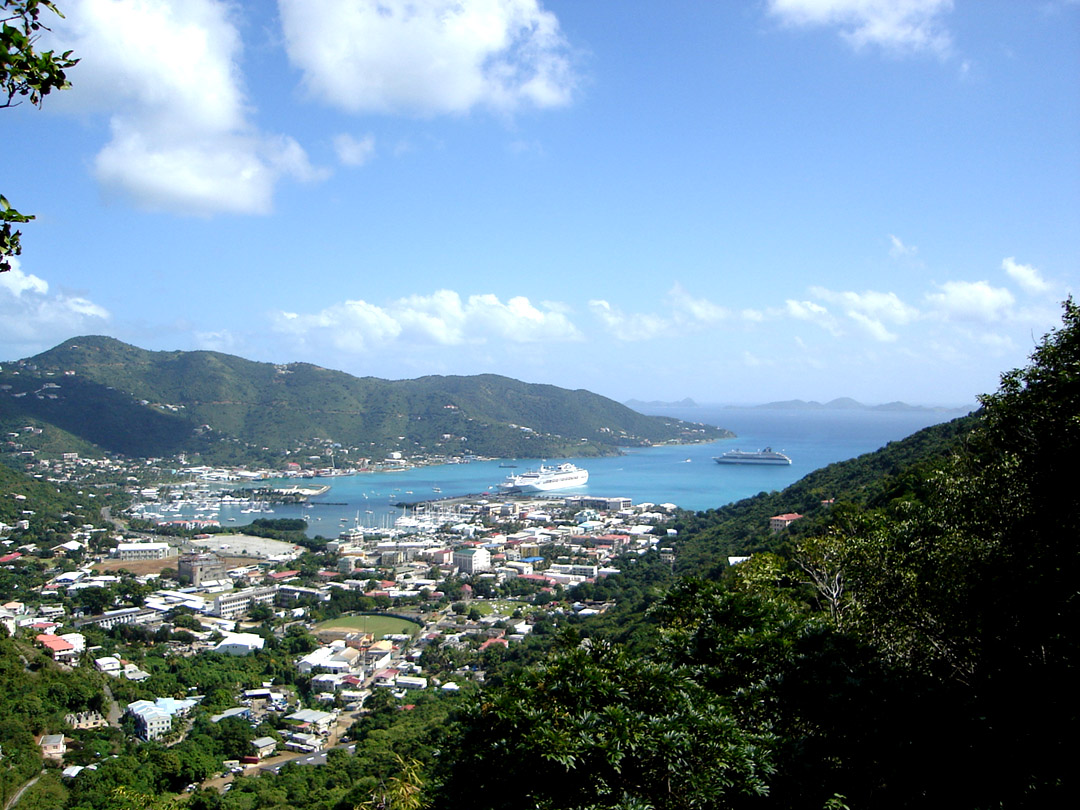
英属维尔京群岛托尔托拉岛上的罗德城
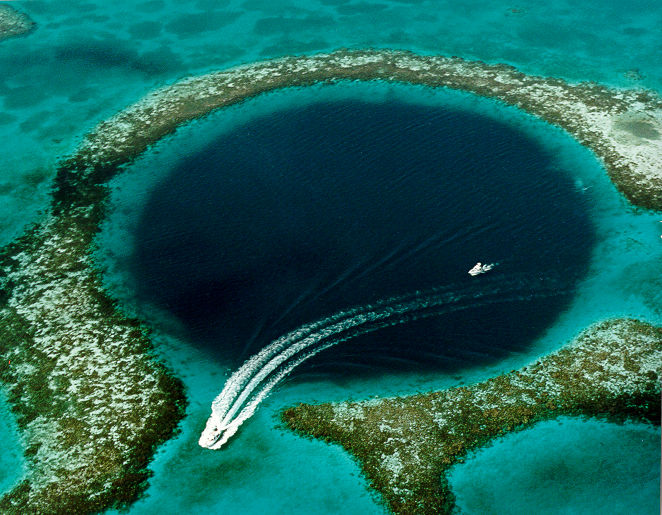
伯利兹的大蓝洞

## 范围
国际海道测量组织对加勒比海范围的界定如下：
- 于尤卡坦海峡：与墨西哥湾的界线相同（卡多切角灯塔（21°37′N 87°04′W / 21.617°N 87.067°W）与古巴圣安东尼奥角灯塔的连接线）。
- 北部：于向风海峡——海地卡莱塔点（74°15'W）和珍珠点（19°40'N）的连接线；于莫纳海峡——多米尼加共和国恩加尼奥角与波多黎各阿古赫雷亚达（18°31′N 67°08′W / 18.517°N 67.133°W）的连接线。
- 东部：从波多黎各圣迭戈点沿其经线（65°39'W）向北100英寻，再向东和向南，由此所有小安的列斯群岛的岛屿、沙洲和浅水区域，远至加列拉点（特立尼达岛东北端），都能够被包括在内。再由加列拉点穿过特立尼达直至加列奥塔点（东南端），最后到达委内瑞拉的巴哈点（9°32′N 61°0′W / 9.533°N 61.000°W）。

除此之外，虽然巴巴多斯岛也位于同一个大陆架上，但它被认为属于大西洋而非加勒比海。

## 地質
加勒比海大部份位在加勒比板塊上，和大西洋之間由幾個不同年代的島弧相隔。最年輕的島弧從小安地列斯群島、維京群島、千里達及托巴哥的東北角到委內瑞拉的北海岸。這個島弧是由南美板塊和加勒比板塊碰撞而成，上面有許多活火山和休眠火山，包括培雷火山、在荷蘭加勒比區聖佑達修斯的奎尔火山以及多米尼克的三峰山。海的北邊較大的島包括古巴、海地、牙買加、波多黎各，是年代較久的島弧。
目前還不清楚加勒比海的地質年代，估計約在1.6億至1.8億年前，是在中生代時因超大陸盤古大陸的水平破裂而形成。一般假設在泥盆紀已有原加勒比海盆地，在石炭纪初期岡瓦那大陸往北移動，靠近歐美大陸，使盆地面積漸漸縮小。下一階段加勒比海的形成是在三叠纪。裂谷造成了狹長的槽狀地形，從紐芬蘭與拉布拉多延伸到墨西哥湾，是由硅质碎屑的沉积岩構成。在侏罗纪早期的海侵，水進入了現在的墨西哥湾，形成狹長形的湖泊。在侏罗纪中期的裂谷作用形成了加勒比海的深盆地。盆地的出現也代表大西洋的開始，並在侏罗纪末期使盤古大陸瓦解。在白垩纪時加勒比海的形狀和現在相近。在古近纪初期因為海退，加勒比海和墨西哥灣分開，和大西洋之間則是由古巴和海地隔開。在全新世時加勒比海變動不大，直到新生代時因為海水水位上昇，加勒比海又開始和大西洋相連。

## 海洋特性

大西洋的北赤道暖流及墨西哥灣暖流

加勒比海水文特性的同質性高。以海面的月平均溫度為例，各年的變化不超過3°C（25°-28°C）。在過去的五十年中，加勒比海經過三個不同的階段，在1974年前持續的變冷，最冷的時間出現在1974至1976年，之前以每年0.6度的溫度持續升高。溫度的變化和聖嬰-南方振盪現象及反聖嬰現象有關。加勒比海的鹽度為3.6%，密度為1.0235-1.0240 103 kg/m3，海面水的顏色從藍綠色至綠色。

## 氣候

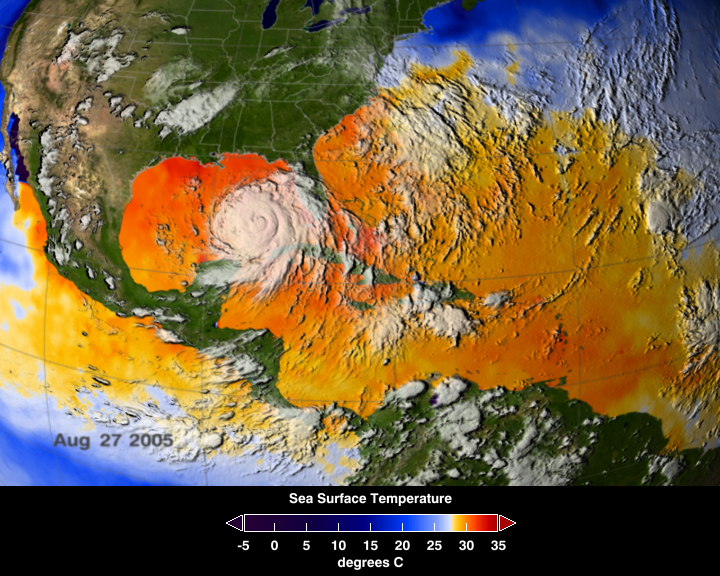
加勒比海的平均海面溫度（2005年8月25-27日），在古巴上空的是颶風卡崔娜

加勒比海的氣候受到墨西哥灣暖流及秘魯寒流等洋流的影響。由於地處熱帶，因此海的溫度維持在較溫暖的溫度，各季的最低溫在21-29 C°之間。
加勒比海是西半球常出現熱帶氣旋的地區。一連串的低壓系統從非洲西部海域生成，越過大西洋來到加勒比海。低壓系統中大部份都不會發展為熱帶氣旋，只有少部份會，即為北大西洋熱帶氣旋，多半會在東加勒比海的氣壓較低區域。熱帶氣旋出現在每年的六月至十一月，主要是在八月和九月。平均每年會有九個熱帶氣旋，有五個到達颶風的等級。依美國國家颶風中心的資料統計，在1494年至1900年之間出現過385個颶風。
颶風的破壞力強大，對加勒比海的島嶼是每年都可能出現的潛在威脅。強烈的海浪會破珊瑚礁，若颶風將沙或泥搬運過來，會使珊瑚窒息而死亡，最後珊瑚礁會崩解。

## 生態學
加勒比海是世界上9%珊瑚礁的棲息地，面積約20,000平方英里（52,000平方），大部份在加勒比海上的各島，以及中美洲的海灣。其中最大的是面積96300公頃的貝里斯堡礁，在1996年列為世界遗产，本身也是中美洲大堡礁系统（MBRS）的一部份，中美洲大堡礁系统長約一千公里，是世界第二長的珊瑚礁，分佈在墨西哥、貝里斯、危地马拉及洪都拉斯各國鄰近加勒比海的沿岸。
最近幾年異常溫暖的加勒比海海水對珊瑚礁的影脅日益嚴重，珊瑚礁是世界上最具多樣性的海洋環境之一，但其生態系非常脆弱。當熱帶地區的海水異常溫暖的時間變長，和珊瑚共生的蟲黃藻會死亡，蟲黃藻提供珊瑚食物，也是珊瑚礁有顏色的原因。這種小型植物死亡及消失的結果是珊瑚白化，會造成大面積珊瑚礁的破壞。超過42%的珊瑚礁已經完全白化，95%的珊瑚礁已經有部份的白化。

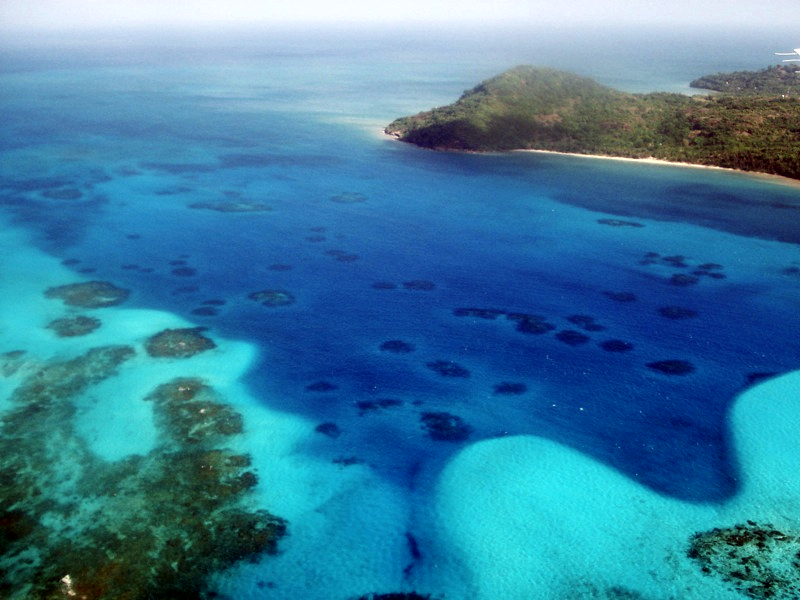
哥倫比亞聖安德列斯-普羅維登西亞和聖卡塔利娜群島省的海
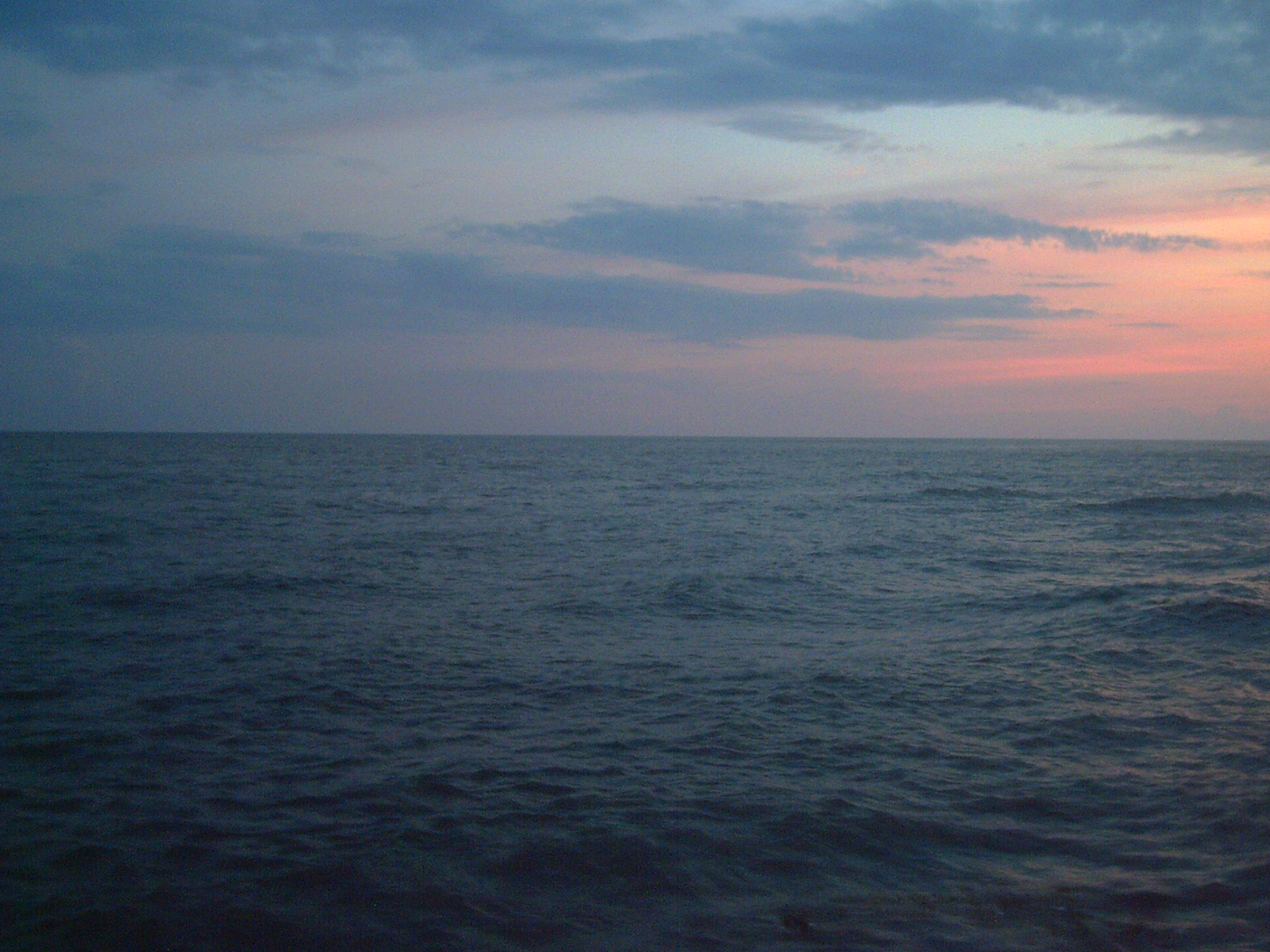
從多明尼加看加勒比海
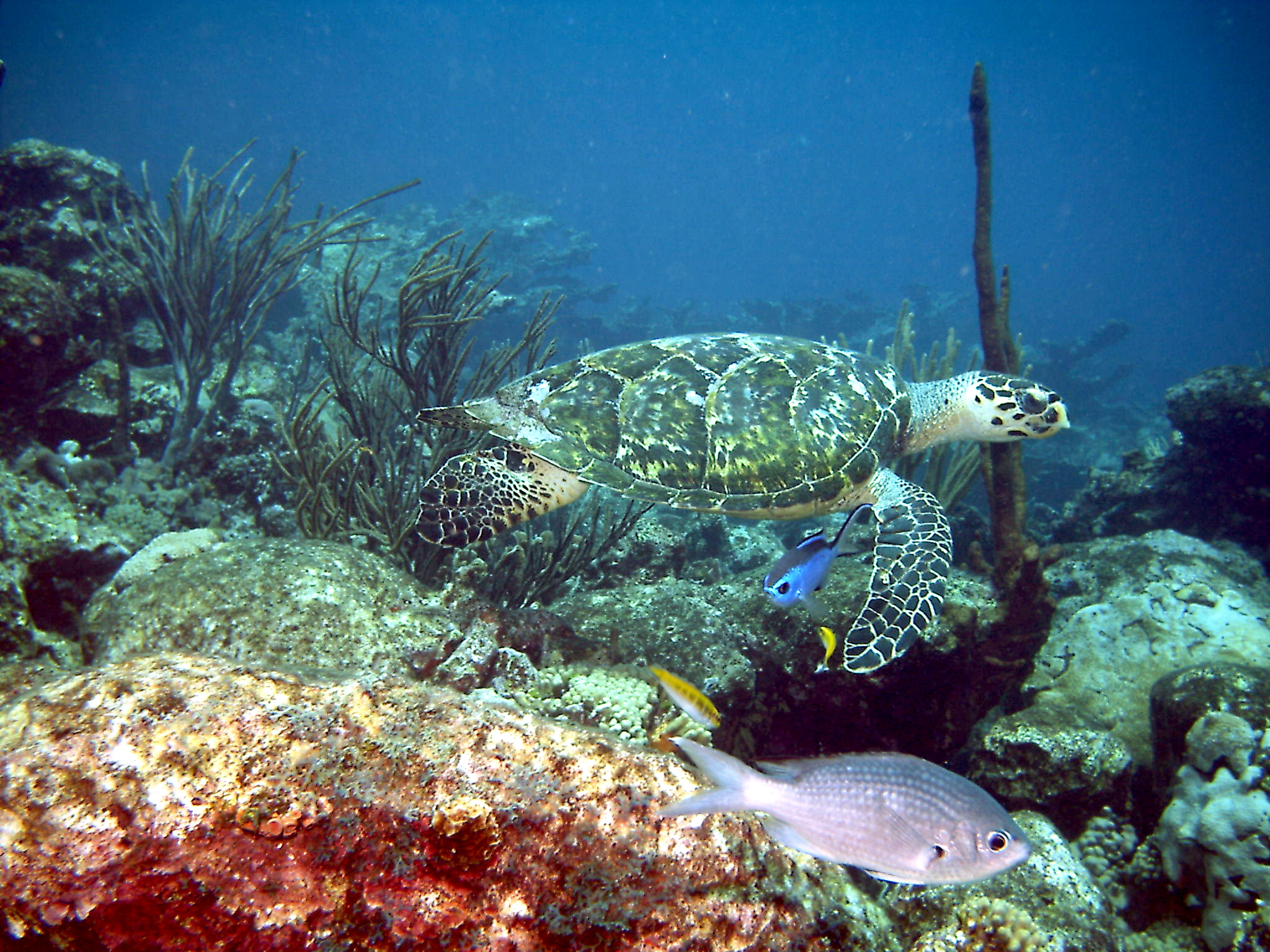
在委內瑞拉莫羅科伊國家公園中的玳瑁
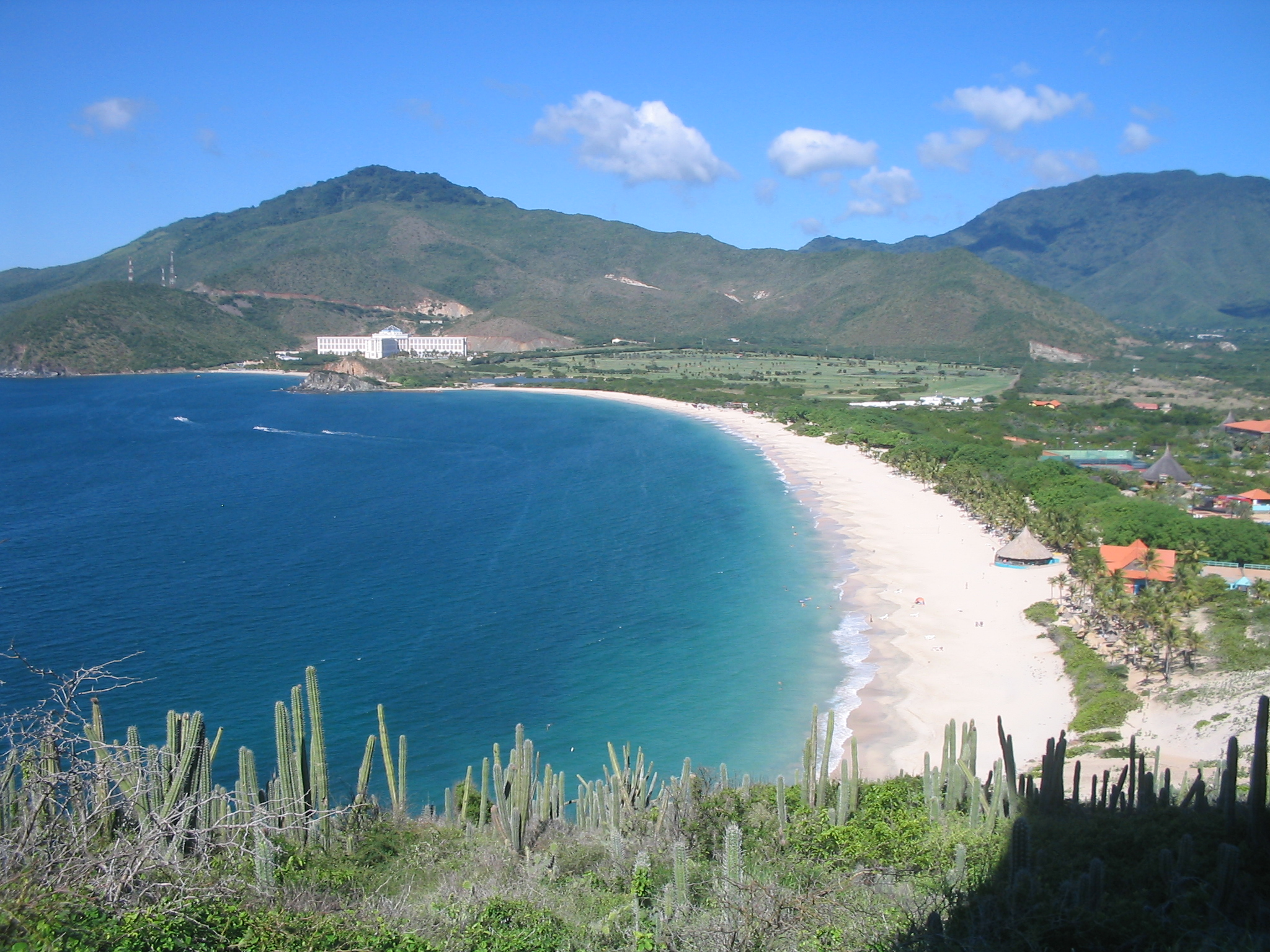
委內瑞拉瑪格麗塔島的波托克魯茲沙灘（Playa Puerto Cruz）
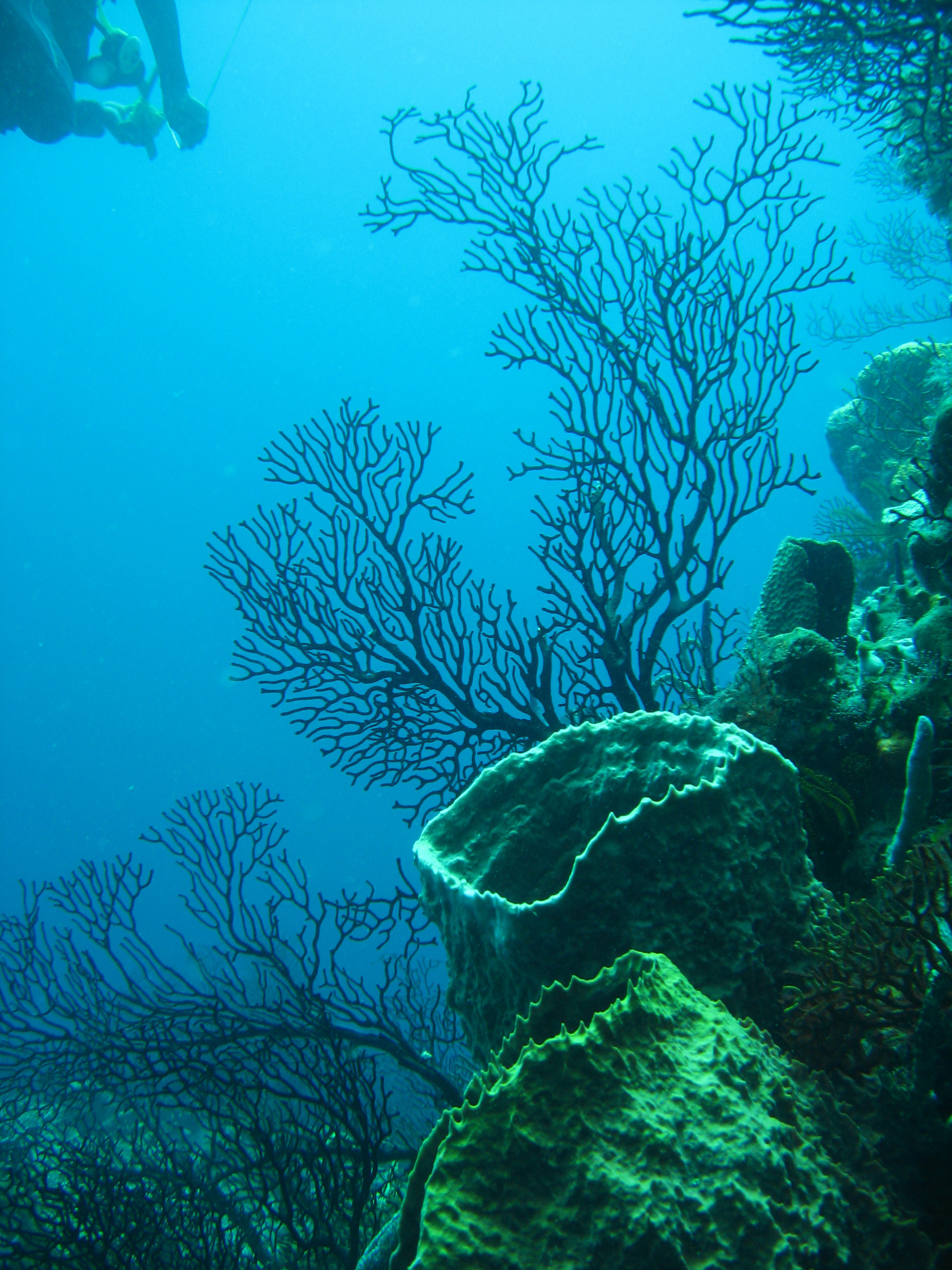
圣卢西亚蘇弗里耶爾區附近的珊瑚嶕

## 經濟和人類活動
自從殖民時代起，加勒比海的人類活動顯著增加。此海域是世界上產油最多的區域之一，每年約一億七千萬噸。許多加勒比海附近的國家也有大型的漁業，一年約有五百萬公噸。
此區域的人類活動也帶來大量的污染。泛美衛生組織在1993年估計只有10%的廢水是在適當處理後再放流入海。
加勒比海區域也有許多的旅遊產業。加勒比海旅遊組織計算每年約有一千二百萬人造訪此區域，包括1991至1992約八百萬人是坐遊輪前來。在許多加勒比海的島上都有以水肺潛水及珊瑚礁浮潛為基礎的旅遊業，是當地經濟的一大貢獻。

## 政區

### 临海国家
| - 美国 - 委內瑞拉 - 哥伦比亚 - 巴拿马 | - 尼加拉瓜 | - 墨西哥 |

### 属于加勒比海地区的大西洋岛屿
- 巴哈马群岛
- 特克斯和凯科斯群岛

### 加勒比海群岛
| - 維爾京群島（分属美英两国） - 安圭拉（英属） - 安提瓜和巴布达 - 阿鲁巴（荷属） - 巴巴多斯 - 博奈尔岛（荷属） - 开曼群岛（英属） | - 古巴 - 库拉索岛（荷属） - 多米尼克 - 格林纳达 - 瓜德罗普（法属） - 伊斯帕尼奥拉岛（分属海地和多米尼加两国） - 玛格丽塔岛（属委内瑞拉） | - 牙买加 - 马提尼克（法属） - 蒙特塞拉特（英属） - 波多黎各（美属） - 沙巴（荷属） - 圣安德烈斯岛及其附属群島（属哥伦比亚） - 聖巴瑟米（法属） | - 聖佑達修斯（荷属） - 聖馬丁島（分属荷法兩國） - 圣基茨岛和尼维斯岛 - 圣卢西亚 - 圣文森特岛和格林纳丁斯群岛 - 特立尼达岛和多巴哥岛 |

## 延伸閱讀
- Snyderman, Marty (1996) Guide to Marine Life: Caribbean-Bahamas-Florida; page 13-14, 19. Aqua Quest Publications, Inc. ISBN 1-881652-06-8
- Glover K., Linda (2004) Defying Ocean's End: An Agenda For Action; page 9. Island Press. ISBN 1-55963-755-2
- Peters, Philip Dickenson (2003) Caribbean WOW 2.0; page 100. Islandguru Media. ISBN 1-929970-04-8
- Reefs at Risk in the Caribbean: Economic Valuation Methodology, World Resources Institute 2007.

## 外部連結
- Center For Advanced Study on Puerto Rico and the Caribbean